# Drifter (2007)
Drifter is een Nederlandse thrillerfilm uit 2007, geregisseerd door Roel Reiné.

## Verhaal
In de woestijn worden vier mensen gedesoriënteerd en verdwaald wakker, alle met een verse wond van een operatie. Ze staan op de rand van de dood en zullen uiteindelijk moeten bepalen wie het zal overleven.

## Rolverdeling
| Acteur           | Personage      |
| ---------------- | -------------- |
| Cameron Daddo    | Martin         |
| Ryan Alosio      |                |
| Darcy Halsey     | Grace          |
| Janora McDuffie  | Rachel         |
| Hanna Verboom    | Anna           |
| Alex Nesic       | Berkman        |
| Gabrielle Dennis | Miranda        |
| Carla Bonanno    | Emilia Delucci |

## Productie

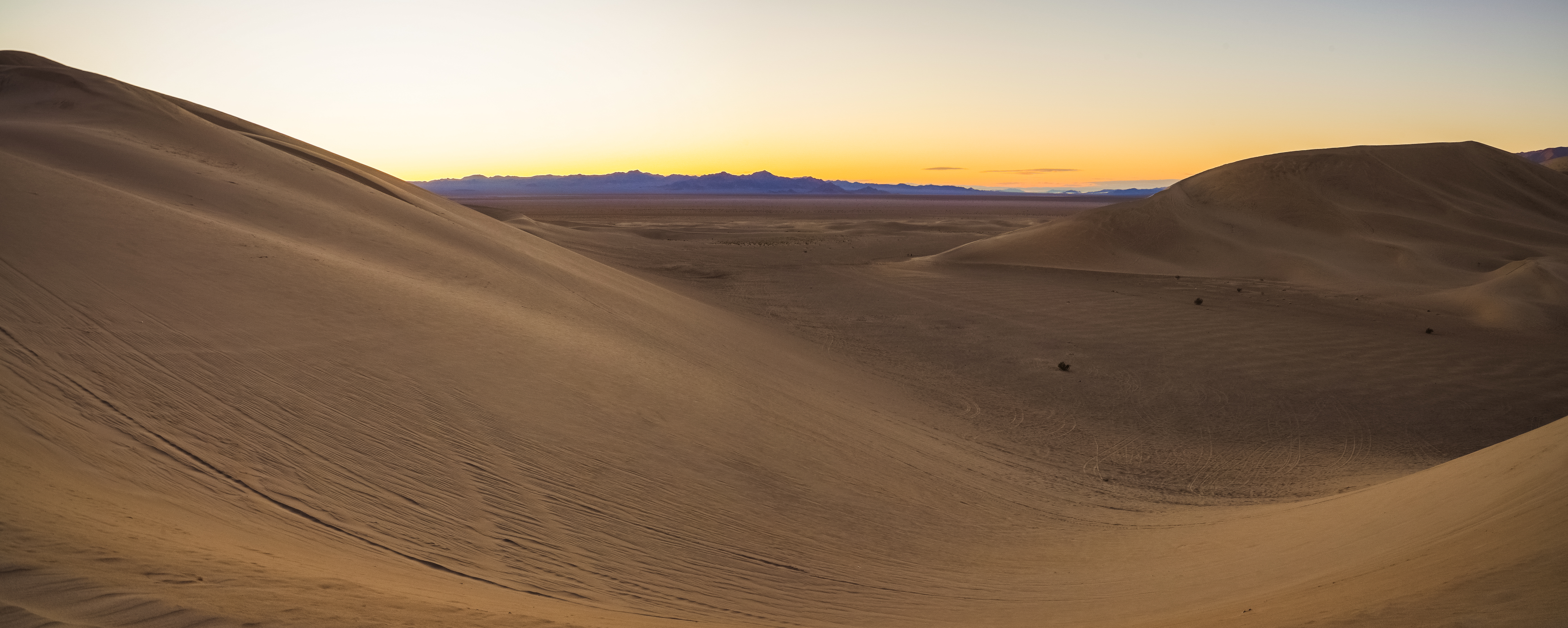
De filmlocatie Dumont Dunes.

De opnames vonden plaats in Dumont Dunes in de Mojavewoestijn en Palm Springs in Californië.

## Release
De film ging in première op 27 september 2007 op het Nederlands Film Festival.

## Ontvangst
Op de filmsite Cinemagazine ontving Drifter bij de recensies tweeënhalve ster.